# Prelatura territorial de Humahuaca
La prelatura territorial de Humahuaca (en latín: Praelatura Territorialis Humahuacensis) es una circunscripción eclesiástica de la Iglesia católica en Argentina. Se trata de una prelatura territorial latina, sufragánea de la arquidiócesis de Salta. Desde el 23 de octubre de 2019 su prelado es Florencio Félix Paredes Cruz, de los Canónigos Regulares de Letrán.

## Territorio y organización
La prelatura territorial tiene 37 000 km² y extiende su jurisdicción sobre los fieles católicos de rito latino residentes en la provincia de Jujuy en los departamentos de: Cochinoca, Humahuaca, Rinconada, Santa Catalina, Yavi y parte del de Susques (sector al norte del trópico de Capricornio); en la provincia de Salta se extiende por la parte occidental de los departamentos de Iruya (excepto el municipio de Isla de Cañas), y Santa Victoria (excepto el municipio Los Toldos).
La sede de la prelatura territorial se encuentra en la ciudad de Humahuaca, en donde se halla la Catedral de Nuestra Señora de la Candelaria y San Antonio.
En 2021 en la prelatura territorial existían 8 parroquias:
- 9 en la provincia de Jujuy: Nuestra Señora del Perpetuo Socorro de La Quiaca, Santa Catalina de Alejandría de Santa Catalina, San Francisco de Asís y Nuestra Señora del Rosario de Yavi, Nuestra Señora de la Candelaria y San Antonio de Humahuaca, Nuestra Señora del Rosario de Abra Pampa, Nuestra Señora de la Candelaria de Cochinoca, Nuestra Señora de Belén de Susques, Santa Bárbara de El Aguilar, San José de Rinconada.
- 3 en la provincia de Salta: Nuestra Señora del Rosario y San Roque de Iruya, Santiago y Santa Victoria de Santa Victoria Oeste, Virgen de Guadalupe de Nazareno.

### Monumentos históricos
La prelatura cuenta en su patrimonio con iglesias y capillas de los siglos XVI y XVII que han sido designadas como Monumentos Históricos Nacionales: de la Asunción de Casabindo (del siglo XVII), Nuestra Señora de la Candelaria y San Antonio de Humahuaca (de 1595), San Francisco de Paula y la Santa Cruz de Uquía (de 1691), Nuestra Señora del Rosario y San Francisco de Yavi (de 1676), y Nuestra Señora de Belén de Susques.

## Historia
La prelatura territorial fue erigida el 8 de septiembre de 1969 con la bula Munus apostolicum del papa Pablo VI separando territorio de la diócesis de Jujuy.

A dioecesi Jujuyensi territorium separamus quod complectitur civiles provincias seu Departamentos vulgo Humahuaca, Cochinoca, Rinconada, Santa Catalina, Yavi et Susques; quibus omnibus distractis territoriis novam condimus praelaturam, Humahuacensem appellandam, iisdem circumscribendam finibus ac provinciae simul sumptae quas diximus. Novae praelaturae sedes in urbe vulgo Humahuaca erit templumque curiale ibi Deo in honorem Beatae Mariae Virginis sub titulo « La Candelora » dicatum ad gradum et dignitatem Ecclesiae Praelaticiae tollimus, cum iuribus debitis (...)
Parte de la bula Munus apostolicum

El 25 de marzo de 1971 el papa Pablo VI declaró a la Virgen María de la Candelaria como patrona principal de la prelatura territorial mediante la carta apostólica In sollicitudinibus.
El 21 de enero de 1972 mediante la bula Maiori Christifidelium del papa Pablo VI cedió a la arquidiócesis de Salta el sector sur del departamento de Susques en Jujuy a partir del trópico de Capricornio y recibió de la diócesis de la Nueva Orán en la provincia de Salta parte de los departamentos Iruya y Santa Victoria.

## Estadísticas
Según el Anuario Pontificio 2022 la prelatura territorial tenía a fines de 2021 un total de 80 115 fieles bautizados.
| Año                                                                             | Población            | Población | Población      | Sacerdotes | Sacerdotes    | Sacerdotes    | Bautizados por sacerdote | Diáconos permanentes | Religiosos | Religiosos | Parroquias |
| Año                                                                             | Bautizados católicos | Total     | % de católicos | Total      | Clero secular | Clero regular | Bautizados por sacerdote | Diáconos permanentes | Varones    | Mujeres    | Parroquias |
| ------------------------------------------------------------------------------- | -------------------- | --------- | -------------- | ---------- | ------------- | ------------- | ------------------------ | -------------------- | ---------- | ---------- | ---------- |
| 1970                                                                            | 49 400               | 50 000    | 98.8           | 9          |               | 9             | 5488                     |                      | 12         | 8          | 6          |
| 1976                                                                            | 74 000               | 75 000    | 98.7           | 15         |               | 15            | 4933                     |                      | 18         | 17         | 8          |
| 1980                                                                            | 77 900               | 80 000    | 97.4           | 14         |               | 14            | 5564                     |                      | 16         | 19         | 8          |
| 1990                                                                            | 88 600               | 90 000    | 98.4           | 18         | 2             | 16            | 4922                     |                      | 18         | 17         | 8          |
| 1999                                                                            | 60 700               | 65 800    | 92.2           | 18         | 5             | 13            | 3372                     |                      | 15         | 19         | 9          |
| 2000                                                                            | 61 400               | 66 600    | 92.2           | 18         | 5             | 13            | 3411                     | 1                    | 15         | 11         | 9          |
| 2001                                                                            | 60 000               | 65 000    | 92.3           | 17         | 6             | 11            | 3529                     | 1                    | 13         | 10         | 9          |
| 2002                                                                            | 66 000               | 68 000    | 97.1           | 18         | 7             | 11            | 3666                     |                      | 13         | 10         | 9          |
| 2003                                                                            | 66 000               | 68 000    | 97.1           | 18         | 7             | 11            | 3666                     |                      | 13         | 10         | 10         |
| 2004                                                                            | 80 000               | 95 000    | 84.2           | 20         | 8             | 12            | 4000                     |                      | 13         | 10         | 11         |
| 2013                                                                            | 91 600               | 105 000   | 87.2           | 17         | 7             | 10            | 5388                     | 1                    | 10         | 10         | 12         |
| 2016                                                                            | 80 000               | 120 000   | 66.7           | 12         | 5             | 7             | 6666                     | 1                    | 8          | 10         | 8          |
| 2019                                                                            | 78 600               | 118 400   | 66.4           | 15         | 5             | 10            | 5240                     | 1                    | 10         | 10         | 10         |
| 2021                                                                            | 80 115               | 120 680   | 66.4           | 11         | 4             | 7             | 7283                     | 1                    | 8          | 10         | 12         |
| Fuente: Catholic-Hierarchy, que a su vez toma los datos del Anuario Pontificio. |                      |           |                |            |               |               |                          |                      |            |            |            |

La prelatura territorial tiene 241 capillas.

## Episcopologio
- Sede vacante (1969-1973)

- José María Márquez Bernal, C.M.F. † (10 de octubre de 1973-20 de febrero de 1991 retirado)
  - Sede vacante (1991-1993)
- Pedro María Olmedo Rivero, C.M.F. (7 de julio de 1993-23 de octubre de 2019 retirado)
- Florencio Félix Paredes Cruz, C.R.L., por sucesión el 23 de octubre de 2019

## Galería de imágenes

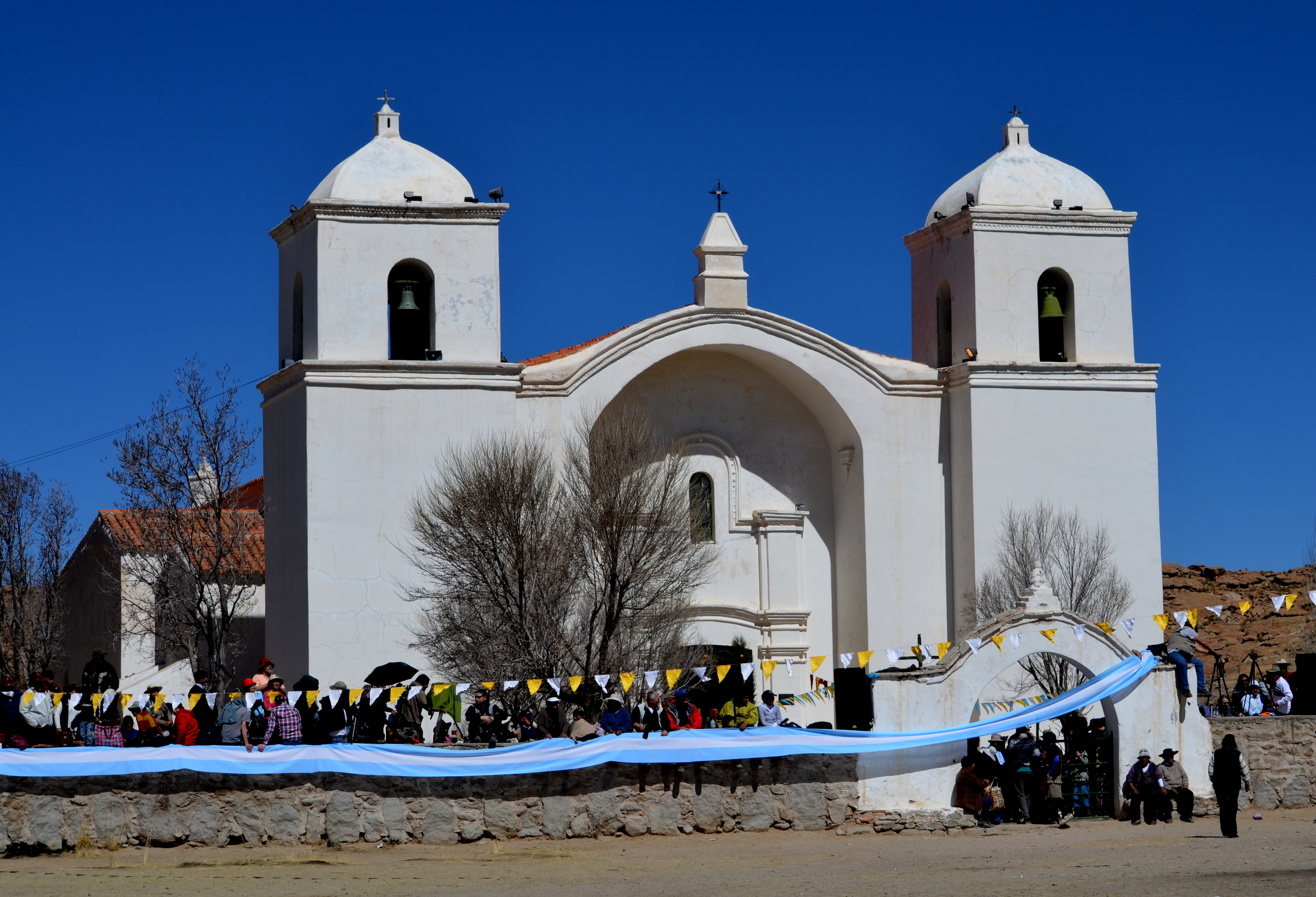
Iglesia de la Asunción de Casabindo, 1989
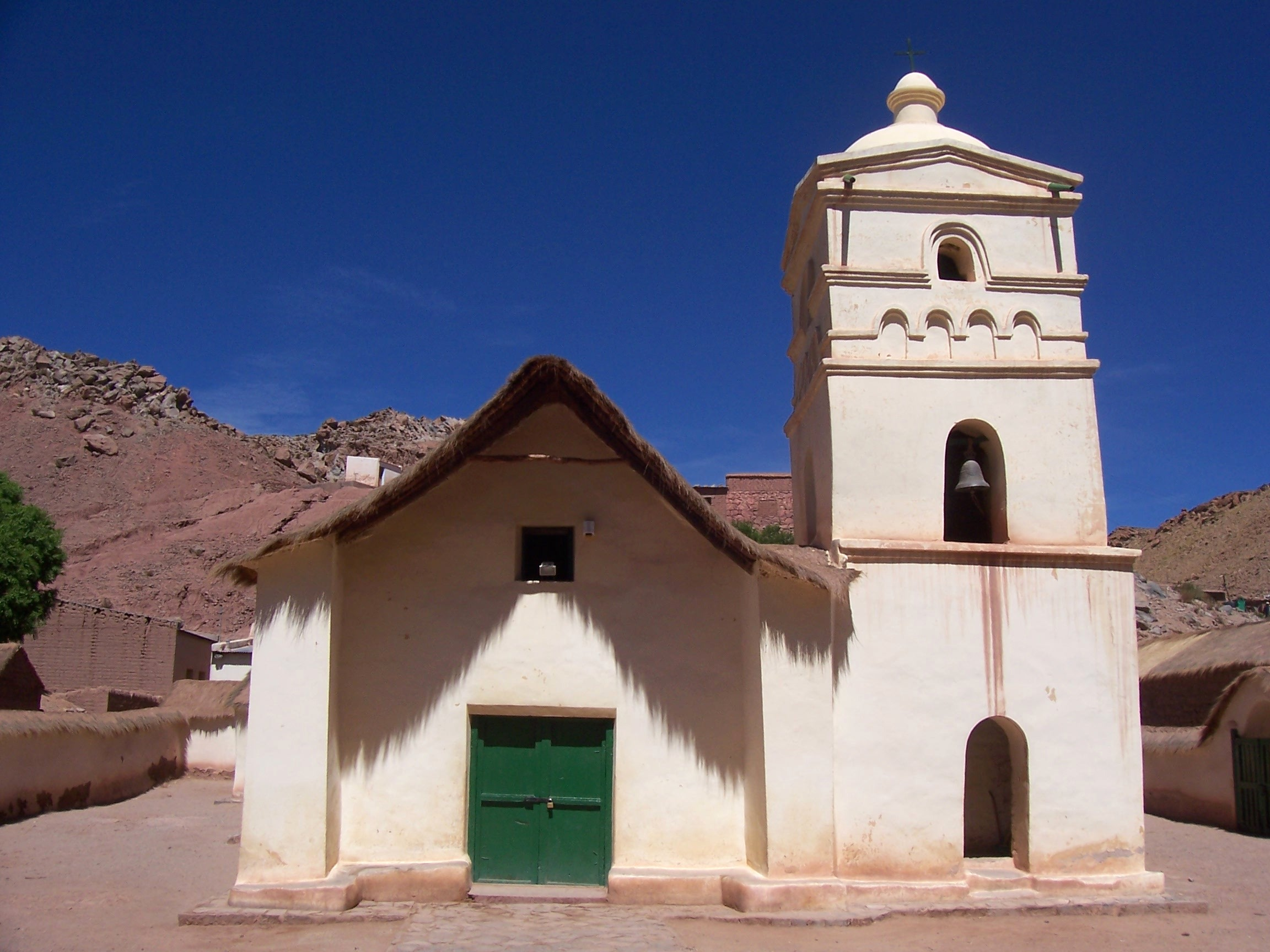
Iglesia Nuestra Señora de Belén de Susques, 2009
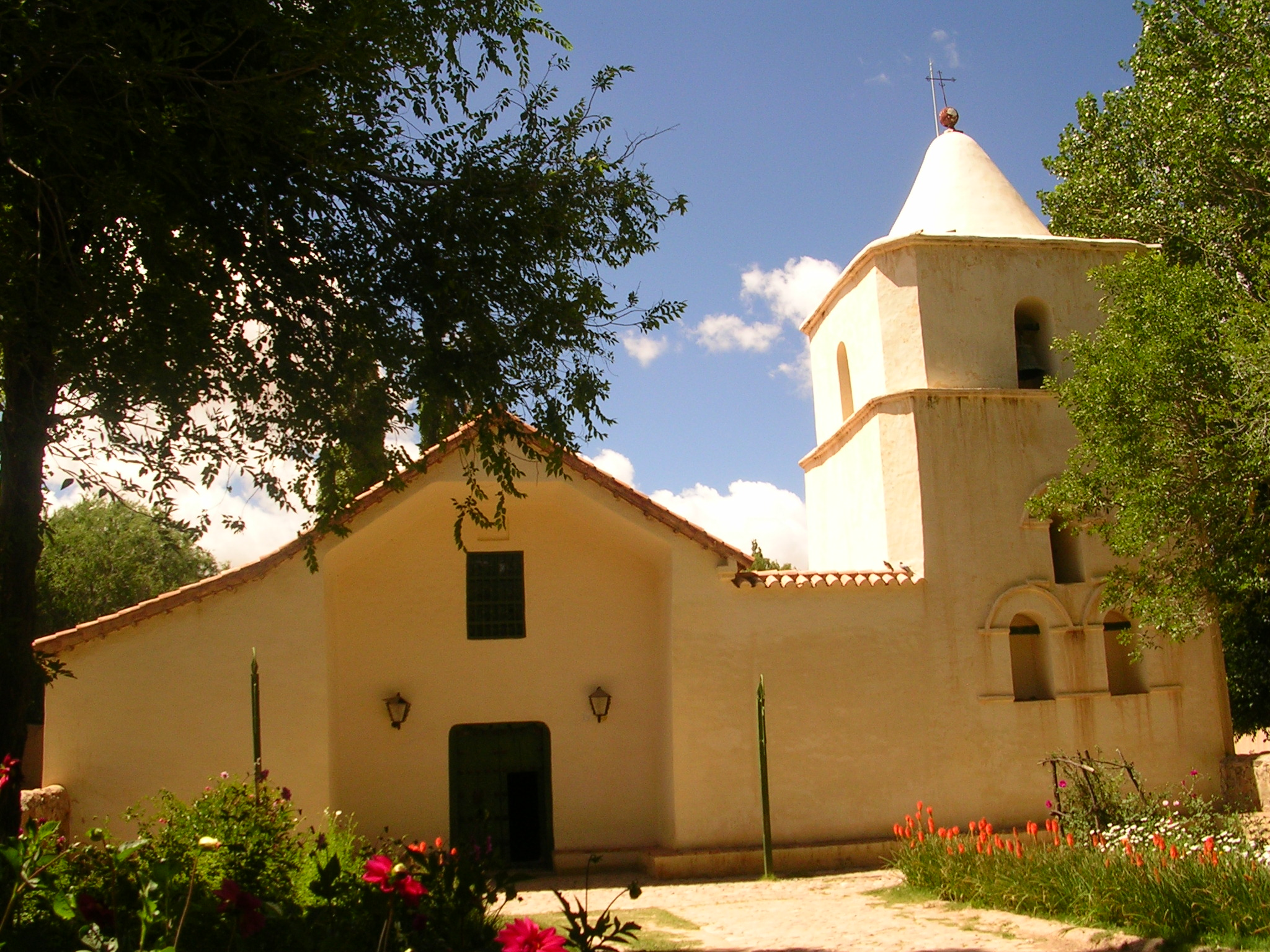
Iglesia de Nuestra Señora del Rosario y San Francisco de Yavi, 2007
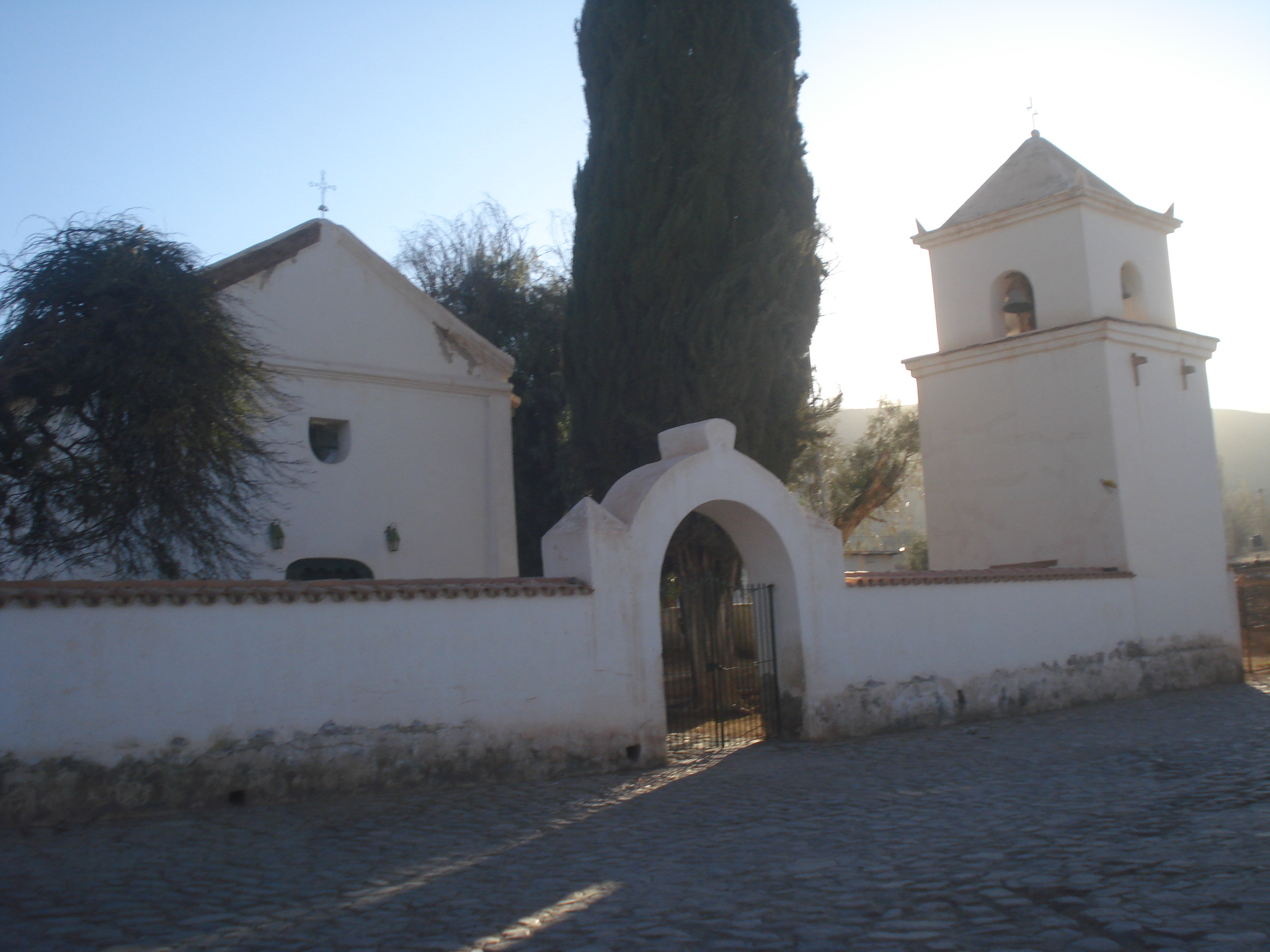
Iglesia de San Francisco de Paula y la Santa Cruz de Uquía, 2012